# Akihiro Noda
Akihiro Noda (født 5. september 1988) er en japansk fodboldspiller.
Han har spillet for flere forskellige klubber i sin karriere, herunder FC Gifu og Fukushima United FC.